# Sincé
Sincé är en ort i Colombia.   Den ligger i departementet Sucre, i den norra delen av landet, 500 km norr om huvudstaden Bogotá. Sincé ligger 141 meter över havet och antalet invånare är 30 768.
Terrängen runt Sincé är huvudsakligen platt. Sincé ligger uppe på en höjd. Runt Sincé är det ganska tätbefolkat, med 72 invånare per kvadratkilometer. Närmaste större samhälle är Corozal, 17,8 km väster om Sincé. Omgivningarna runt Sincé är huvudsakligen savann.